# Chemin de Fer de l’Exposition du Nord de la France
| Chemin de Fer de l’Exposition du Nord de la France, Arras, 1904 | Chemin de Fer de l’Exposition du Nord de la France, Arras, 1904 |
| --- | --------------------------------------------------------------- |
| Tramway électrique mit Elektrolokomotive der „Mines Bruay“ und Wagen der „Chemins de fer portatifs“ von Arthur Koppel aus Lille auf der Exposition du Nord de la France in Arras, 1904 „Le Chemin de Fer“ de l’Exposition du Nord de la France |                                                                 |
| Spurweite: | 600 mm (Schmalspur)                                             |
| |                                                                 |

Die Chemin de Fer de l’Exposition du Nord de la France (auch Le Tramway électrique oder Chemins de fer portatifs) war eine 1904 in Arras mit einer Elektrolokomotive von Arthur Koppel betriebene Schmalspurbahn mit einer Spurweite von 600 mm.

## Geschichte
Die elektrisch betriebene Schmalspurbahn diente dem Besuchertransport auf der vom 1. Mai bis zum 10. Oktober 1904 in Arras abgehaltenen Ausstellung in Nordfrankreich. Die Ausstellung wurde am 23. Mai 1904 durch den französischen Präsidenten Émile Loubet eingeweiht. Insgesamt waren etwa 1300 Aussteller vertreten.
Insbesondere zwei permanent errichtete Bauwerke, das senegalesische Dorf und der algerische Pavillon, zogen die Neugierde der Besucher auf sich. Diese beiden Attraktionen sollen das Ausmaß des administrativen, wirtschaftlichen, handwerklichen und kulturellen Lebens des Kolonialreichs widerspiegeln. Auch eine Ausstellung der Schönen Künste begeisterte mit bemerkenswerten Werken wie Le Figuig von Eugène Deshayes, Devant l'école de la rue Kléber à Alger von Alfred Chataud oder La Prière au Douar  von Émile Bertrand, allesamt Mitglieder der Société des Artistes Algériens.

## Schienenfahrzeuge
Die ungewöhnlich schmale Elektrolokomotive gehörte der Compagnie des mines de Bruay aus dem 40 km nordwestlich gelegenen Bruay-la-Buissière. Die Wagen stammten von der in Lille beheimateten Niederlassung des deutschen Schienenfahrzeugherstellers Arthur Koppel.